# Eleccions legislatives franceses de 2024 a la Catalunya del Nord
Les eleccions legislatives franceses de 2024 se celebraren, en dues voltes, els dies 30 de juny i 7 de juliol de 2024. A la Catalunya del Nord (oficialment el departament dels Pirineus Orientals), s'elegeixen quatre diputats en quatre circumscripcions uninominals. El resultat fou la reelecció de les quatre diputades del Reagrupament Nacional.

## Context
Emmanuel Macron fou reelegit President de la República Francesa el 24 d'abril de 2022 després d'enfrontar-se a la segona volta de les eleccions presidencials franceses de 2022 contra Marine Le Pen i obtenint el 58,55 dels vots. El 16 de maig de 2022 Élisabeth Borne va ser nomenada primera ministra de França per part d'Emmanuel Macron, després de la renúncia de Jean Castex. Borne va liderar la coalició centrista Ensemble a les eleccions legislatives franceses de 2022 el juny que van donar lloc a un parlament en el que la coalició governant es va reduir a 251 escons de 346 tot i ser el bloc més gran del Parlament, però 38 per a la majoria absoluta. Incapaç de negociar cap acord amb els partits de l'oposició per formar una administració majoritària estable, Borne va formar oficialment un govern minoritari el juliol de 2022, que va viure tres mocions de censura a l'octubre.
El 9 de juny del 2024, dia de les eleccions europees, el president francès Emmanuel Macron dissolgué l'Assemblea Nacional i convocà eleccions legislatives per als dies 30 de juny i 7 de juliol. Ho feu minuts després que, un cop tancades les urnes, un sondeig pronostiqués un resultat històric per a l'extrema dreta amb un 31,5% dels vots, seguida a més de 15 punts de distància, pel partit Renaixement del president francès.
La resposta dels principals partits d'esquerres a aquesta convocatòria electoral fou unir-se en la coalició Nou Front Popular per tal de repartir-se les circumscripcions i no competir entre ells. L'acord incloïa els partits França Insubmisa, Partit Socialista, Els Ecologistes i el Partit Comunista Francès juntament amb altres aliats menors i partits regionalistes d'esquerres com Unió Democràtica de Bretanya i Euskal Herria Bai.

### Resultats de les principals llistes en les eleccions europees de 2024 per circumscripció
| Circumscripció | RN      | ENS     | PS - PP | LFI    | LR     |
| -------------- | ------- | ------- | ------- | ------ | ------ |
| Circumscripció |         |         |         |        |        |
| 1a             | 41,22 % | 11,04 % | 12,05 % | 10,4 % | 4,75 % |
| 2a             | 49,11 % | 10,33 % | 9,31 %  | 5,99 % | 4,64 % |
| 3a             | 39,08 % | 10,37 % | 13,51 % | 8,28 % | 4,39 % |
| 4a             | 42,51 % | 11,24 % | 13,1 %  | 5,86 % | 4,36 % |

## Sistema electoral
Les eleccions legislatives tenen lloc per un sistema uninominal a dues voltes en circumscripcions uninominals.
És elegit a la primera volta el candidat que obtingui la majoria absoluta dels vots emesos i un nombre de vots almenys igual a una quarta part (25%) dels electors inscrits a la circumscripció. Si cap dels candidats compleix aquestes condicions, s'organitza una segona volta entre els candidats que hagin obtingut un nombre de vots almenys igual a una vuitena part dels inscrits (12,5%); els dos candidats més votats a la primera volta passen a la segona volta per defecte si només un o cap d'ells ha arribat a aquest llindar. A la segona volta, es declara electe el candidat més votat.
El llindar de qualificació basat en un percentatge del total d'empadronats i no dels vots emesos dificulta l'accés a la segona volta quan l'abstenció és elevada. D'altra banda, el sistema permet l'accés a la segona volta a més de dos candidats si diversos d'ells superen el llindar de 12,5% d'inscrits. Així, els candidats que es presenten a la segona volta poden ser tres, un escenari anomenat «triangular». La segona volta on quatre candidats, anomenats «quadrangular» també són possibles, però molt més rars.

### Partits i tendències polítiques
Els resultats electorals són publicats a França pel Ministeri de l'Interior, que classifica els partits atribuint-los una tendència política. Aquests últims els decideixen els prefectes, que els atribueixen independentment de la ideologia política declarada pels candidats, que pot ser la d'un partit o un candidat independent.
L'any 2022, només el Partit Comunista Francès (COM), França Insubmisa (FI), Partit Socialista (SOC), Partit Radical d'Esquerra (RDG), Europa Ecologia-Els Verds (VEC), Renaixement (RE), Moviment Demòcrata (MDM), Horitzons (HOR), Unió dels Demòcrates i Independents (UDI), Els Republicans (LR), Reagrupament Nacional (RN) i Reconquesta (REC) se'ls assignaren tendències específiques. Les coalicions Junts i Nou Front Popular, així com els candidats de l'aliança entre Ciotti i Reagrupamenet Nacional, també es beneficien indirectament de les tendències Junts! (Majoria presidencial) (ENS), Unió de l'Esquerra (UG) i Unió de l'extrema-dreta (UXD) sent atribuïbles a candidats que es beneficien, respectivament, del suport de dos partits de centre, dos d'esquerres o dos d'extrema dreta.
A totes les altres parts se'ls assigna un o un altre de les tendències següents: EXG (diversos d'extrema esquerra), DVG (diversos d'esquerra), ECO (ecologista), REG (regionalistes), DVC (diversos de centre), DVD (diversos de dretes), DSV (dreta sobiranista) i EXD (extrema dreta). Per tant, partits com Debout la France o Lluita Obrera no tenen les seves pròpies tendències, i els seus resultats nacionals no són publicats per separat pel ministeri, perquè es barregen amb altres partits (respectivament en les tendències DSV i EXG).

## Posicionament dels partits catalanistes
El partit catalanista Sí al País Català va presentar candidats a les quatre circumscripcions amb candidatures amb el nom de Front Català. La candidatura volia defensar personalitat, llengua, cultura i tradicions catalanes en el marc dels avenços socials i ambientals. Entre les propostes, afrontar l'alta taxa d'atur, la situació ecològica, l'accés a l'habitatge per als més jóvens, dificultat per la pressió immobiliària i demogràfica, optar per un desenvolupament sostenible, reconeixement de la llengua i cultura catalanes, respecte per al territori davant de la imposició del nom Occitània a la regió i el canvi de nom del departament a País Català. Amb uns pobres resultats que només superaren el 2% en una de les circumscripcions, el partit no va donar instruccions de vot de cara a la segona volta.
Unitat Catalana només es presentà a la primera circumscripció i ho feu en coalició amb Els Centristes, Nouvelle Énergie, Ecologie Positive i Unió dels Demòcrates i Independents en una candidatura que l'administració electoral classificà com a centre divers. La candidata fou Annabelle Brunet, consellera departamental pel cantó de Vernet o Perpinyà-1 i exregidora de l'Ajuntament de Perpinyà, destacant que es presentava contra els extrems de l'extrema dreta i el Nou Front Popular i el menyspreu de la majoria presidencial que ho decidia tot de París estant. Entre les seves propostes, afrontar l'aïllament del territori català, el menyspreu als territoris, cultures i llengües regionals, la sequera i el canvi climàtic i oposar-se a la privatització dels serveis públics. La candidatura va aconseguir gairebé un 5% dels vots. De cara a la segona volta, el partit va demanar votar els candidats del Nou Front Popular, amb l'esperança que els seus candidats no seguirien la doctrina de França Insubmisa pel que fa a les llengües regionals. També van lamentar que Sí al País Català hagués presentat una candidata a la circumscripció tot i ser, en opinió del partit, totalment desconeguda pels moviments catalans.
Tant els candidats de Sí al País Català com la candidata d'Unitat Catalana tenien el suport de la federació de partits Regions i Pobles Solidaris.
Fora d'aquests partits, també el candidat independent Marc Medina, batlle de Torrelles, que es presentà a la segona circumscripció, acompanyat de Jacques Bayona, batlle de Sant Pau de Fenollet, portaven al programa la defensa de l'ensenyament del català i l'occità. El candidat del Partit Socialista a la quarta circumscripció, Julien Baraillé, mencionaven, en els seu programa electoral, de "fer viure la nostra cultura catalana".

## Resultats
Amb una participació del 67,84%, el Reagrupament Nacional va ser el partit més votat a la primera volta a les quatre circumscripcions. A la segona circumscripció, la diputada sortint Anaïs Sabatini va aconseguir la majoria absoluta dels vots i, suposant aquests més del 25% dels electors de la circumscripció, fou elegida diputada sense haver de menester una segona volta. A les altres tres circumscripcions, foren segons els candidats del Nou Front Popular, que passaren a una segona volta. A més, a la tercera circumscripció, també passà a la segona volta el candidat macronista que havia quedat en tercera posició, però es retirà l'endemà.
A la segona volta no hi hagué sorpresa i les tres diputades sortints del Reagrupament Nacional aconseguiren revalidar la seva acta a l'Assemblea Nacional. En saber-se els resultats, simpatitzants de l'esquerra es van concentrar davant de la Casa de la Ciutat de Perpinyà per protestar contra la victòria de l'extrema dreta i, alhora, celebrar la victòria del Nou Front Popular a l'estat francès. Fent onejar banderes dels partits d'esquerres i estelades, van cantar L'estaca de Lluís Llach, cançó considerada un himne contra el feixisme.

### Elegits
| Circumscripció | Diputat sortint     | Partit | Partit | Diputat elegit      | Partit | Partit |
| -------------- | ------------------- | ------ | ------ | ------------------- | ------ | ------ |
| 1a             | Sophie Blanc        |        | RN     | Sophie Blanc        |        | RN     |
| 2a             | Anaïs Sabatini      |        | RN     | Anaïs Sabatini      |        | RN     |
| 3a             | Sandrine Dogor-Such |        | RN     | Sandrine Dogor-Such |        | RN     |
| 4a             | Michèle Martinez    |        | RN     | Michèle Martinez    |        | RN     |

### Resultats a tot el departament

#### Resultats par coalició
| Partit                        | Partit                           | Partit                           | Primera volta | Primera volta | Primera volta | Segona volta | Segona volta | Segona volta | Total escons | +/- |
| Partit                        | Partit                           | Partit                           | Vots          | %             | Escons        | Vots         | %            | Escons       | Total escons | +/- |
| ----------------------------- | -------------------------------- | -------------------------------- | ------------- | ------------- | ------------- | ------------ | ------------ | ------------ | ------------ | --- |
|                               |                                  | Reagrupament Nacional (RN)       | 118.478       | 48,87         | 1             | 92.313       | 57,39        | 3            | 4            | =   |
|                               |                                  | La França Insubmisa (LFI)        | 27.787        | 11,46         | 0             | 41.148       | 25,58        | 0            | 0            | =   |
|                               | Partit socialista (PS)           | 17.963                           | 7,41          | 0             | 27.395        | 17,03        | 0            | 0            | =            |     |
|                               | Els Ecologistes (LÉ)             | 13.910                           | 5,74          | 0             |               |              |              | 0            | =            |     |
| Total Nou Front Popular (NFP) | Total Nou Front Popular (NFP)    | 59.660                           | 24,61         | 0             | 68.543        | 42,61        | 0            | 0            | =            |     |
|                               |                                  | Renaixement (RE)                 | 11.454        | 4,72          | 0             |              |              |              | 0            | =   |
|                               | Part radical (PRV)               | 11.367                           | 4,69          | 0             | 0             | =            |              |              |              |     |
|                               | Agir (Agir)                      | 7.720                            | 3,18          | 0             | 0             | =            |              |              |              |     |
| Total Junts (ENS)             | Total Junts (ENS)                | 30.541                           | 12,60         | 0             | 0             | =            |              |              |              |     |
|                               | Candidat independent             | Candidat independent             | 14.257        | 5,88          | 0             | 0            | =            |              |              |     |
|                               | Oui au Pays Catalan              | Oui au Pays Catalan              | 5.844         | 2,41          | 0             | 0            | =            |              |              |     |
|                               | Els Republicans (LR)             | Els Republicans (LR)             | 5.275         | 2,18          | 0             | 0            | =            |              |              |     |
|                               | Reconquesta                      | Reconquesta                      | 3.853         | 1,59          | 0             | 0            | =            |              |              |     |
|                               | Els centristes - Unitat Catalana | Els centristes - Unitat Catalana | 2.328         | 0,96          | 0             | 0            | =            |              |              |     |
|                               | Lluita Obrera (LO)               | Lluita Obrera (LO)               | 2.179         | 0,90          | 0             | 0            | =            |              |              |     |
|                               |                                  |                                  |               |               |               |              |              |              |              |     |
| Vots vàlids                   | Vots vàlids                      | Vots vàlids                      | 242.415       | 96,94         |               | 160.856      | 91,04        |              |              |     |
| Vots blancs                   | Vots blancs                      | Vots blancs                      | 4.879         | 1,95          | 11.297        | 6,39         |              |              |              |     |
| Vots nuls                     | Vots nuls                        | Vots nuls                        | 2.782         | 1,11          | 4.531         | 2,56         |              |              |              |     |
| Total                         | Total                            | Total                            | 250.076       | 100           | 1             | 176.684      | 100          | 3            | 4            | =   |
| Abstenció                     | Abstenció                        | Abstenció                        | 118.531       | 32,16         |               | 85.789       | 32,68        |              |              |     |
| Inscrits/Participació         | Inscrits/Participació            | Inscrits/Participació            | 368.607       | 67,84         | 262.473       | 67,31        |              |              |              |     |

#### Résultats par tendència política
| Nuance                 | Nuance                 | Nuance                 | Premier tour | Premier tour | Premier tour | Second tour | Second tour | Second tour | Total Sièges | +/- |  |
| Nuance                 | Nuance                 | Nuance                 | Voix         | %            | Sièges       | Voix        | %           | Sièges      | Total Sièges | +/- |  |
| ---------------------- | ---------------------- | ---------------------- | ------------ | ------------ | ------------ | ----------- | ----------- | ----------- | ------------ | --- |  |
|                        | Reagrupament nacional  | RN                     | 118.478      | 48,87        | 1            | 92.313      | 57,39       | 3           | 4            | =   |  |
|                        | Unió de l'esquerra     | UG                     | 59.660       | 24,61        | 0            | 68.543      | 42,61       | 0           | 0            | =   |  |
|                        | Junts                  | ENS                    | 30.541       | 12,60        | 0            |             |             |             | 0            | =   |  |
|                        | Centre divers          | DVC                    | 16.585       | 6,84         | 0            | 0           | =           |             |              |     |  |
|                        | Regionalistes          | REG                    | 5.844        | 2,41         | 0            | 0           | =           |             |              |     |  |
|                        | Els Republicans        | LR                     | 5.275        | 2,18         | 0            | 0           | =           |             |              |     |  |
|                        | Reconquesta            | REC                    | 3.853        | 1,59         | 0            | 0           | =           |             |              |     |  |
|                        | Extrema esquerra       | EXG                    | 2.179        | 0,90         | 0            | 0           | =           |             |              |     |  |
|                        |                        |                        |              |              |              |             |             |             |              |     |  |
| Vots vàlids            | Vots vàlids            | Vots vàlids            | 242.415      | 96,94        |              | 160.856     | 91,04       |             |              |     |  |
| Vots blancs            | Vots blancs            | Vots blancs            | 4.879        | 1,95         | 11.297       | 6,39        |             |             |              |     |  |
| Vots nuls              | Vots nuls              | Vots nuls              | 2.782        | 1,11         | 4.531        | 2,56        |             |             |              |     |  |
| Total                  | Total                  | Total                  | 250.076      | 100          | 1            | 176.684     | 100         | 3           | 4            | =   |  |
| Abstenció              | Abstenció              | Abstenció              | 118.531      | 32,16        |              | 85.789      | 32,68       |             |              |     |  |
| Inscrits/Participation | Inscrits/Participation | Inscrits/Participation | 368.607      | 67,84        | 262.473      | 67,31       |             |             |              |     |  |

### Resultats per circumscripció

#### Primera circumscripció
Diputat sortint: Sophie Blanc (RN)
| Candidat                | Candidat                | Partit i coalició       | Tendència | Primera volta | Primera volta | Segona volta | Segona volta |
| Candidat                | Candidat                | Partit i coalició       | Tendència | Vots          | %             | Vots         | %            |
| ----------------------- | ----------------------- | ----------------------- | --------- | ------------- | ------------- | ------------ | ------------ |
|                         | Sophie Blanc            | RN                      | RN        | 21.633        | 45,24         | 25.150       | 57,58        |
|                         | Francis Daspe           | LFI (NFP)               | UG        | 12.184        | 25,48         | 18.525       | 42,42        |
|                         | Christophe Euzet        | Agir (Junts)            | ENS       | 7.720         | 16,14         |              |              |
|                         | Annabelle Brunet        | LC-UC (R&PS)            | DVC       | 2.328         | 4,87          |              |              |
|                         | Loïc Moszkowiez         | LR                      | LR        | 2.092         | 4,37          |              |              |
|                         | Delphine Danat          | FC (R&PS)               | REG       | 790           | 1,65          |              |              |
|                         | Jacques Cataldo         | REC                     | REC       | 700           | 1,46          |              |              |
|                         | Pascale Advenard        | LO                      | EXG       | 374           | 0,78          |              |              |
| Vots vàlids             | Vots vàlids             | Vots vàlids             |           | 47.821        | 64,57         | 43.675       | 90,45        |
| Vots blancs             | Vots blancs             | Vots blancs             |           | 768           | 1,56          | 3.298        | 6,83         |
| Vots nuls               | Vots nuls               | Vots nuls               |           | 504           | 1,03          | 1.316        | 2,73         |
| Total                   | Total                   | Total                   |           | 49.093        | 100           | 48.289       | 100          |
| Abstenció               | Abstenció               | Abstenció               |           | 24.965        | 33,71         | 25.782       | 34,81        |
| Inscrits / participació | Inscrits / participació | Inscrits / participació |           | 74.058        | 66,29         | 74.071       | 65,19        |

#### Segona circumscripció
Diputat sortint: Anaïs Sabatini (RN)
| Candidat                | Candidat                | Partit i coalició       | Tendència | Primera volta | Primera volta |
| Candidat                | Candidat                | Partit i coalició       | Tendència | Vots          | %             |
| ----------------------- | ----------------------- | ----------------------- | --------- | ------------- | ------------- |
|                         | Anaïs Sabatini          | RN                      | RN        | 38.323        | 54,98         |
|                         | Marc Medina             | Independent             | DVC       | 14.257        | 20,45         |
|                         | David Berrué            | EELV (NFP)              | UG        | 13.910        | 19,96         |
|                         | Mercedes Garcia         | FC (R&PS)               | REG       | 1.337         | 1,92          |
|                         | Brigitte Laurens        | REC                     | REC       | 1.258         | 1,80          |
|                         | Philippe Goisset        | LO                      | EXG       | 618           | 0,89          |
| Vots vàlids             | Vots vàlids             | Vots vàlids             |           | 69.703        | 97,02         |
| Vots blancs             | Vots blancs             | Vots blancs             |           | 1.393         | 1,94          |
| Vots nuls               | Vots nuls               | Vots nuls               |           | 751           | 1,05          |
| Total                   | Total                   | Total                   |           | 71.847        | 100           |
| Abstenció               | Abstenció               | Abstenció               |           | 34.310        | 32,32         |
| Inscrits / participació | Inscrits / participació | Inscrits / participació |           | 106.157       | 67,68         |

#### Tercera circumscripció
Diputat sortint: Sandrine Dogor-Such (RN)
| Candidat                | Candidat                | Partit i coalició       | Tendència | Primera volta | Primera volta | Segona volta | Segona volta |
| Candidat                | Candidat                | Partit i coalició       | Tendència | Vots          | %             | Vots         | %            |
| ----------------------- | ----------------------- | ----------------------- | --------- | ------------- | ------------- | ------------ | ------------ |
|                         | Sandrine Dogor-Such     | RN                      | RN        | 25.363        | 45,57         | 29.118       | 56,28        |
|                         | Natalie Cullell         | LFI (NFP)               | UG        | 15.603        | 28,03         | 22.623       | 43,72        |
|                         | Laurence Gayte          | PRV (Junts)             | ENS       | 11.367        | 20,42         | Retirat      | Retirat      |
|                         | Lucila Grau             | FC (R&PS)               | REG       | 1.780         | 3,2           |              |              |
|                         | Alexandre Michaut       | REC                     | REC       | 935           | 1,68          |              |              |
|                         | Anna-Maria Urroz        | LO                      | EXG       | 612           | 1,1           |              |              |
| Vots vàlids             | Vots vàlids             | Vots vàlids             |           | 55.660        | 64,99         | 51.741       | 90,06        |
| Vots blancs             | Vots blancs             | Vots blancs             |           | 1.417         | 2,45          | 4.099        | 7,13         |
| Vots nuls               | Vots nuls               | Vots nuls               |           | 717           | 1,24          | 1.611        | 2,80         |
| Total                   | Total                   | Total                   |           | 57.794        | 100           | 57.451       | 100          |
| Abstenció               | Abstenció               | Abstenció               |           | 27.856        | 32,52         | 28.204       | 32,93        |
| Inscrits / participació | Inscrits / participació | Inscrits / participació |           | 85.650        | 67,48         | 85.655       | 67,67        |

#### Quarta circumscripció
Diputat sortint: Michèle Martinez (RN)
| Candidat                | Candidat                | Partit i coalició       | Tendència | Primera volta | Primera volta | Segona volta | Segona volta |
| Candidat                | Candidat                | Partit i coalició       | Tendència | Vots          | %             | Vots         | %            |
| ----------------------- | ----------------------- | ----------------------- | --------- | ------------- | ------------- | ------------ | ------------ |
|                         | Michèle Martinez        | RN                      | RN        | 33.159        | 47,90         | 38.045       | 58,14        |
|                         | Julien Baraillé         | PS (NFP)                | UG        | 17.963        | 25,95         | 27.395       | 41,86        |
|                         | Patricia Nadal          | RE (Junts)              | ENS       | 11.454        | 16,54         |              |              |
|                         | Odile Maisonneuve       | REC                     | REC       | 3.183         | 4,60          |              |              |
|                         | Philippe Romain         | LR                      | LR        | 1.937         | 2,80          |              |              |
|                         | Céline Davesa           | FC (R&PS)               | REG       | 960           | 1,39          |              |              |
|                         | Caroline Poupard        | LO                      | EXG       | 575           | 0,83          |              |              |
| Vots vàlids             | Vots vàlids             | Vots vàlids             |           | 69.231        | 67,38         | 65.440       | 92,24        |
| Vots blancs             | Vots blancs             | Vots blancs             |           | 1.301         | 1,82          | 3.900        | 3,80         |
| Vots nuls               | Vots nuls               | Vots nuls               |           | 810           | 1,14          | 1.604        | 1,56         |
| Total                   | Total                   | Total                   |           | 71.342        | 100           | 70.944       | 100          |
| Abstenció               | Abstenció               | Abstenció               |           | 31.400        | 30,56         | 31.803       | 30,95        |
| Inscrits / participació | Inscrits / participació | Inscrits / participació |           | 102.742       | 69,44         | 102.747      | 69,05        |